# Jonas Kaufmann
Jonas Kaufmann, född 10 juli 1969 i München, är en tysk hjältetenor, kanske främst känd för sina spintoroller, exempelvis Don José i Carmen och Cavaradossi i Tosca. Han nämns ofta som dagens (2013) främsta tenor. Kaufmanns röst klarar djupa baryton-toner i lägsta registret såväl som höga C, och han omnämns också ofta för sitt yttre.
Hans professionella karriär började 1994 vid Saarbrückens Staatstheater. Han blev därefter inbjuden till operahus i Tyskland, exempelvis Hamburg Stuttgart och Berlinerfilharmonikerna. Under 2007 hyllades han av kritiker för framträdanden i Carmen vid Londons Royal Opera House. Därefter  Alfredo i La traviata vid New Yorks Metropolitan Opera. Under 2010 vid premiären av Bayreuthfestspelen hade han rollen som Lohengrin i Lohengrin. Detta följdes av rollen som Siegmund, och under 2013 i Parsifal, båda vid Metropolitan Opera. Under 2011 opererades en lymfknut bort från hans bröstkorg.
Kaufmann utnämndes 2017 till ledamot av Kungliga Musikaliska Akademien.